# Pseudapoderus
Pseudapoderus es un género de coleópteros curculionoideos de la familia Attelabidae. Habita en África (Congo, Guinea, Nigeria, Zaire, Sierra Leona, Zimbabue, Camerún, Gambia, Etiopía, Nigeria, Guinea-Bissau, Sudáfrica, Togo, Zaire). Eduard Voss describió el género en 1926 como subgénero de Tomapoderus. Esta es la lista de especies que lo componen:
- Pseudapoderus flavus Voss, 1930
- Pseudapoderus languidus Gyllenhal, 1839
- Pseudapoderus melanopus Voss, 1929
- Pseudapoderus persimilis Voss, 1937
- Pseudapoderus unguicularis Voss, 1926
- Pseudapoderus aethiopicus Voss, 1926
- Pseudapoderus bifasciatus Legalov, 2007
- Pseudapoderus nigroflavus Legalov, 2007
- Pseudapoderus suroensis Legalov, 2007
- Pseudapoderus tenuicolus Voss, 1926